# ميثم الجنابي
ميثم الجنابي (1955 - 2021) هو مفكر وفيلسوف عراقي، له عشرات الكتب التاريخية والنقدية الفلسفية التي تركز اهتمامها على العالم العربي والإسلامي. من أبرز كتبه الفلسفية كتاب «فلسفة البدائل المستقبلية»، وهو كتاب اسغرق عمله ثلاثين عاماً، وانتهى من كتابته قبل شهر من وفاته، كما ذكر ذلك بيان اليوسف.

## سيرته
ميثم الجنابي وُلد سنة 1955م في مدينة النجف بالعراق. عمل أستاذا للعلوم الفلسفية في الجامعة الروسية وجامعة موسكو الحكومية. بدأت مسيرته التعليمة الجامعية عندما دخل جامعة موسكو الحكومية سنة 1975م. أكمل ميثم الجنابي شهادتي البكالوريوس والماجستير سنة 1981م. ثم بعدها بأربعة أعوام، أي سنة 1985م، حصل على دكتوراه بالفلسفة. في عام 2000م حاز رتبة الإستاذية، وأصبح رئيسا لمركز الدراسات العربية في الجامعة الروسية.

## من مؤلفاته
1. الحضارة الإسلامية – روح الاعتدال واليقين (ج1)، دمشق، 2006
2. علم الملل والنحل. ثقافة التقييم والأحكام. دار عيبال، دمشق. 1994.
3. محمد – رسول الإرادة، دار العارف، بيروت، 2018
4. الإمام علي بن أبي طلب- القوة والمثال. دار المدى، دمشق - بيروت. 1995.
5. التالف اللاهوتي الفلسفي الصوفي (أربعة أجزاء)، دار المدى، دمشق - بيروت 1998.
6. حكمة الروح الصوفي (جزءان)، دار المدى، دمشق، 2001.
7. هادي العلوي-المثقف المتمرد، دار ميزوبوتاميا، بغداد، 2009.
8. فلسفة الإصلاحية الإسلامية الحديثة، دار صدره، موسكو، 2014 (بالروسية)
9. فلسفة البدائل الثقافية (البحث عن مرجعية الفكرة العربية)، دار ميزوبوتاميا، بغداد،2018
10. فلسفة الفكرة القومية العربية الحديثة، دار ميزوبوتاميا، بغداد،2018
11. الزمن والتاريخ (نقد الراديكالية والأوهام «المقدسة».)، دار العارف، بيروت، 2018
12. العقلانية واللاعقلانية في الفكر العربي الحديث، دار ميزوبوتاميا، بغداد،2018
13. فلسفة المستقبل العراقي، دار الكتاب الجامعي، العين- الإمارات العربية المتحدة، 2010.
14. التوتاليتارية العراقية- تشريح الظاهرة الصدامية، دار ميزوبوتاميا، بغداد، 2010
15. المختار الثقفي – فروسية التوبة والثأر، دار ميزوبوتاميا، بغداد 2007.[3]
16. جنون الإرهاب المقدس، بغداد 2006.
17. أشجان وأوزان الهوية العراقية، دار ميزوبوتاميا، بغداد، 2007.
18. الحركة الصدرية ولغز المستقبل، دار ميزوبوتاميا، بغداد، 2012.
19. روسيا - نهاية الثورة؟، دار المدى، دمشق، 2001.
20. اليهودية الصهيونية في روسيا وآفاق الصراع العربي اليهودي، دار العلم، دمشق، 2003
21. الإسلام في أور آسيا، دار المدى، دمشق، 2003
22. الأشباح والأرواح (تجارب المثقفين والسلطة)، المركز الاكاديمي للأبحاث (العراق-تورونتو – كندا) بيروت 2019.
23. الاستشراق والاستعراب الروسي (المرحلة التأسيسية)، المركز الاكاديمي للأبحاث (العراق-تورونتو – كندا) بيروت 2019.

## وفاته
توفي مثيم الجنابي يوم الأحد 18 يونيو من سنة 2021 ميلاديًا الموافق 8 ذو القعدة 1442 هجريًا، عن عمرٍ ناهز 66 عامًا؛ وذلك بعد معاناة مع المرض ومضاعفات كوفيد-19.